# Parti de tous les peuples
Le Parti de tous les peuples (All People's Party, APP) est un parti politique namibien fondé en 2008.
La plupart des membres de l'APP sont issus des rangs de la SWAPO et du Congrès des Démocrates. C'est le cas du président du parti Ignatius Shixwameni, un ancien ministre dans le gouvernement de la SWAPO et de son adjoint Stephen Swartbooi. Quatre dirigeants du parti parmi lesquels le Président Shixwameni, le vice-président  Reinhold Madala Nauyoma, le secrétaire général Mukuve Marcellus Mudumbi et le président national Herbert Shixwameni sont d'anciens activistes de la Namibia National Students Organisation.

## Élections partielles dans la circonscription de Tobias Hainyeko
L'APP a participé aux élections régionales partielles dans la circonscription de Tobias Hainyeko en octobre 2008. Il n'a cependant obtenu que 164 voix contre 5526 pour la SWAPO. Les autres partis politiques avaient décidé de se retirer du scrutin deux jours avant la tenue des élections.

## Alliance avec l'association Rehoboth Ratepayers
En octobre 2009, l'APP et l'association Rehoboth Ratepayers, un parti politique local actif dans la région de Hardap ont conclu un accord politique en vue des élections générales de novembre. Le leader de l'association Lukas de Klerk, a déclaré que cet accord devait permettre aux habitants de Rehoboth d'avoir une représentation à l'assemblée nationale. De Klerk figurait en sixième position sur la liste du parti pour l'assemblée nationale.
Avant les élections générales de 2009, l'APP s'est engagé à éliminer la pauvreté d'ici cinq ans et les bidonvilles d'ici dix ans. Lors d'un forum politique en 2009, le représentant du parti, Lena Nakatana a déclaré que l'association pour les droits des Lesbiennes, Gays, Bisexuels et Transgenres de Namibie devraient être respectés en raison de leur droit égal à la citoyenneté.

## Résultats aux élections législatives
| élections législatives | % des voix | Nombre de sièges |
| ---------------------- | ---------- | ---------------- |
| 2009                   | 1,33 %     | 1                |
| 2004                   | -          | -                |
| 1999                   | -          | -                |
| 1994                   | -          | -                |
| 1989                   | -          | -                |

## Résultats aux élections présidentielles
| Élections présidentielles | Candidat            | Nombre de voix | % des suffrages exprimés |
| ------------------------- | ------------------- | -------------- | ------------------------ |
| 2009                      | Ignatius Shixwameni | 9.981          | 1,23 %                   |
| 2004                      | -                   | -              | -                        |
| 1999                      | -                   | -              | -                        |
| 1994                      | –                   | –              | –                        |

L'APP s'est joint à d'autres partis d'opposition pour contester devant la cour suprême la validité du scrutin et demander son annulation. La cour a rejeté cette demande et le député de l'APP a mis un terme, comme les autres partis de l'opposition, au boycott de l'assemblée en septembre 2010.